# ミズーリ州議会
ミズーリ州議会は、アメリカ合衆国ミズーリ州の州議会である。上院（34名）と下院（163名）の両院制で構成される。両院の議員には任期制限がある。上院議員の任期は2期4年、下院議員の任期は4期2年で、両院議員合わせて8年である。
州議会はジェファーソンシティのミズーリ州会議事堂で開かれる。

## 議員要件
下院議員は24歳以上でなければ選出されない。下院議員はまた、2年間ミズーリ州の有権者資格を有し、1年間選挙区の郡または地区の住民でなければならない。上院議員は30歳以上で、3年間ミズーリ州の有権者資格を有し、下院議員の資格と同様に、選挙前の1年間、上院議員の選挙区に居住していなければならない。

## 会期と定足数
ミズーリ州憲法第3条第20節によると、州議会は州総選挙後の1月第1月曜日後の最初の水曜日に招集されなければならない。閉会日は5月30日であり、5月の第2月曜日の後の最初の金曜日の午後6時以降は、議案の審議は行われない。5月の第1月曜日の後の最初の金曜日の午後6時以降は、充当法案を審議することはできない。正座閉会後に知事が反対として法案を差し戻した場合、州議会は9月の第2月曜日の次の第1水曜日に自動的に再開され、10日間を超えない期間、拒否権を行使された法案を審議する。
知事は、いつでも、最長60暦日、臨時議会を招集することができる。審議できるのは、知事が招集または特別通告で勧告した案件のみである。仮議長および議長は、各議会の議員の4分の3の請願に基づき、30日間の臨時会期を召集することができる。　
上下両院はいずれも、他方の議院の同意がなければ、一度に10日を超えて休会することはできない。
上下両院の議員は非常勤議員であるため、議会での報酬は低く、ほとんどの議員は立法業務以外の仕事を持っている。議員の報酬は1年あたり約35,915ドルである。